# 김태훈 (1992년생 배우)
김태훈(1992년 1월 28일 ~ )은 대한민국의 배우이다.

## 학력
- 2011년 ~ 2017년 국민대학교 연극 학사

## 출연

### 방송

#### 드라마
- 2019년 TvN 《청일전자 미쓰리》
- 2021년 TvN 《빈센조》 - 표혁필 역
- 2021년 KBS 2TV 《경찰수업》 - 강명중 역
- 2022년 넷플릭스 《지금 우리 학교는》 - 써브웨이 크레이터 1 (웹 드라마)

### 영화
- 2021년 《내겐 너무 소중한 너》 - 철진 역
- 2022년 《불도저에 탄 소녀》 - 짬뽕집 학생 역

### 공연

#### 연극
- 2017년 《리어왕》 - 하인 역 (2017.11.05~2017.11.26)
- 2018년 《더 플레이 댓 고우즈 롱》 - 맥스 역 (2018.11.02~2019.01.05)
- 2019년 《빅 러브》 (2019.06.13~2019.06.16)